# Soyuz TMA-10
Soyuz TMA-10 foi uma missão espacial da nave russa modelo Soyuz-TMA, usada para transporte de cosmonautas da Terra até a Estação Espacial Internacional, como parte da Expedição 15 de NASA e da Agência Espacial Russa, para habitação e experiências a bordo da estação orbital de construção conjunta.

## Tripulação
Tripulação lançada na Soyuz TMA-10
| Posição           | Tripulante        | Duração          | Pousou na    |
| ----------------- | ----------------- | ---------------- | ------------ |
| Comandante        | Oleg Kotov        | 196d 17h 04m 35s | Soyuz TMA-10 |
| Engenheiro de voo | Fyodor Yurchikhin | 196d 17h 04m 35s | Soyuz TMA-10 |
| Turista espacial  | / Charles Simonyi | 13d 18h 59m 50s  | Soyuz TMA-9  |

Tripulação retornada na Soyuz TMA-10
| Posição                      | Tripulante                                             | Duração          | Lançou na    |
| ---------------------------- | ------------------------------------------------------ | ---------------- | ------------ |
| Comandante                   | Oleg Kotov                                             | 196d 17h 04m 35s | Soyuz TMA-10 |
| Engenheiro de voo            | Fyodor Yurchikhin                                      | 196d 17h 04m 35s | Soyuz TMA-10 |
| Participante do voo espacial | Sheikh Muszaphar Shukor Primeiro astronauta da Malásia | 10d 21h 13m 10s  | Soyuz TMA-11 |

## Parâmetros da Missão
- Massa: 7.200 kg
- Perigeu: 330 km
- Apogeu: 341 km
- Inclinação:  51,60 °
- Período orbital: 91,20 minutos

## Missão
A espaçonave foi lançada do Cosmódromo de Baikonur na tarde de 7 de abril de 2007, levando dois integrantes da Expedição 15 além de um turista espacial, o empresário norte-americano Charles Simonyi.  Ela acoplou-se à ISS em 9 de abril,  após dois dias de voo livre em órbita, e permaneceu ligada à estação, como nave de escape de emergência, até outubro, quando foi substituída pela Soyuz TMA-11.
Os dois cosmonautas russos da TMA-10, o comandante Oleg Kotov e o engenheiro de voo Fyodor Yurchikhin,  permaneceram seis meses em órbita na ISS como parte da Expedição 15, enquanto o empresário-cosmonauta Simonyi retornava em 21 de abril, 12 dias após o lançamento, a bordo da nave da missão anterior, a Soyuz TMA-9, que cumpria seu período de permanência em órbita. 
Durante a missão, Kotov e Yurchikhin passaram cerca de cinco horas em trabalhos fora da Estação, para instalação de escudos protetores à detritos espaciais na ISS. 
No retorno à Terra em 21 de outubro de 2007, a TMA-10 reentrou na atmosfera usando uma trajetória balística, que causou sua aterrissagem a 340 km oeste do ponto previsto para pouso no Cazaquistão. Os tripulantes comunicaram ao controle em Baikonur que estavam usando este tipo de trajetória pouco antes do blackout nas comunicações, que sempre ocorre quando as naves espaciais reentram na atmosfera terrestre. Em virtude da adoção desta forma de reentrada, uma investigação foi aberta, uma vez que que esta trajetória somente é adotada como opção reserva quando algo falha na nave durante a reentrada normal.
Uma comissão de inquérito determinou que a reentrada balística se deu em função de danos a um cabo do painel de controle da espaçonave, o qual fazia a conexão com os controles de descida da Soyuz. A aterrisagem ocorreu de forma segura as 10:36 GMT. Este tipo de trajetória de retorno é adotada como um backup de segurança e só havia sido usada uma vez, durante a missão Soyuz TMA-1, que trouxe de volta os integrantes da Expedição 6, em maio de 2003.